# Futsal do Sport Lisboa e Benfica
O Sport Lisboa e Benfica possui uma equipa sénior masculina (primeiro escalão) de Futsal desde 2001. Esta época já venceu a Taça da Liga, a Taça de Portugal, sendo a única equipa em Portugal a poder vencer as três competições referentes a 2022/23. 
O clube ganhou oito Campeonatos Nacionais, sete Taças de Portugal, quatro Taças da Liga e oito Supertaças, vencendo todas as provas nacionais nas temporadas de 2006/07 e 2011/12 e fazendo a dobradinha por seis vezes. Desde a sua criação, nunca se posicionou abaixo do segundo lugar na fase regular do Campeonato Nacional.
Internacionalmente, o Benfica foi a primeira equipa portuguesa a se ter sagrado campeã europeia ao vencer a UEFA Futsal Champions League na época de 2009/10. Chegou ainda à final da competição na edição de 2004/05.
A equipa masculina conquistou 28 títulos no total. O clube também possui uma equipa sénior de futsal feminino (primeiro escalão).

## História
O Benfica entra no Futsal na época de 2001/02, diretamente na Primeira Divisão, sendo o primeiro jogo contra o Miramar FC no dia 13 de setembro de 2001, tendo acabado num jogo bem disputado, apesar da derrota por 2-3.

## Palmarés sénior (primeiro escalão)
Atualizado a 29 de janeiro de 2023.

### Competições Nacionais
| Competição             | Títulos | Épocas                                                                          |
| ---------------------- | ------- | ------------------------------------------------------------------------------- |
| Campeonato Nacional    | 9       | 2002/03, 2004/05, 2006/07, 2007/08, 2008/09, 2011/12, 2014/15, 2018/19, 2024/25 |
| Taça de Portugal       | 7       | 2002/03, 2004/05, 2006/07, 2008/09, 2011/12, 2014/15, 2016/17                   |
| Taça da Liga de Futsal | 4       | 2017/18, 2018/19, 2019/20, 2022/23                                              |
| Supertaça Portuguesa   | 9       | 2003, 2006, 2007, 2009, 2011, 2012, 2015, 2016, 2023                            |

### Competições Internacionais
| Competição                   | Títulos | Épocas  |
| ---------------------------- | ------- | ------- |
| UEFA Futsal Champions League | 1       | 2009/10 |

## Equipa Masculina 2019/20
Atualizado a 3 de janeiro de 2020.

## Equipa Feminina de Futsal
Nos seniores (primeiro escalão), o clube venceu seis Campeonatos Nacionais, cinco Taças Nacionais (formato anterior ao Campeonato Nacional), seis Taças de Portugal, duas Taças da Liga e sete Supertaças.
Na época 2016/17, a equipa sénior feminina (primeiro escalão) venceu pela primeira vez todas as competições em que esteve inserida, tendo repetido o feito nas duas épocas seguintes e vencido ainda as competições que se realizaram até ao fim que disseram respeito às épocas 2019/20, 2020/21 e 2022/23.

### Palmarés sénior (primeiro escalão)
Atualizado a 22 de dezembro de 2023.

#### Competições Nacionais
| Competição           | Títulos | Épocas                                                        |
| -------------------- | ------- | ------------------------------------------------------------- |
| Campeonato Nacional  | 6       | 2016/17, 2017/18, 2018/19, 2020/21, 2021/22, 2022/23          |
| Taça Nacional        | 5       | 2004/05, 2005/06, 2006/07, 2007/08, 2009/10                   |
| Taça de Portugal     | 7       | 2013/14, 2015/16, 2016/17, 2017/18, 2018/19, 2019/20, 2022/23 |
| Taça da Liga         | 2       | 2020/21, 2022/23                                              |
| Supertaça Portuguesa | 7       | 2014, 2016, 2017, 2018, 2019, 2021, 2022                      |

#### Competições Internacionais
| Competição                                                     | Títulos | Épocas |
| -------------------------------------------------------------- | ------- | ------ |
| UEFA Futsal Women's European Champions(competição não oficial) | 1       | 2023   |

## Equipa Feminina 2022/23
Atualizado a 19 de junho de 2023.